# Matei Millo
Matei Millo (Stolniceni, 1814 – Bucarest, 1897) è stato un drammaturgo rumeno.
Duttile interprete di Vasile Alecsandri, fu direttore di teatro a Iași e Bucarest. 
Come commediografo acquistò fama con Baba Hârca (1857).